# داروين شو
داروين شو (بالإنجليزية: Darwin Shaw)‏ (و. القرن 20  م) هو ممثل مسرحي، وممثل أفلام، وعارض بريطاني.

## التعليم
تعلم في أكاديمية لندن للموسيقى والفنون المسرحية، وكلية الملك في لندن.

## وصلات خارجية
- داروين شو على موقع IMDb (الإنجليزية)
- داروين شو على موقع قاعدة بيانات الفيلم (الإنجليزية)

- داروين شو في قاعدة بيانات الأفلام على الإنترنت